# اخاذی (ترانه)
باج‌گیری (انگلیسی: Chantaje)تک‌آهنگی از هنرمند اهل کلمبیا شکیرا است که در ۲۸ اکتبر ۲۰۱۶ منتشر شد. این تک‌آهنگ در آلبوم شخص زرین قرار داشت.